# Сеник Микола Григорович
Микола Григорович Сеник (нар. 16 грудня 1936, Носівка — пом. 2 листопада, 2016) — колгоспник, механізатор колгоспу імені Фрунзе, Герой Соціалістичної Праці (1973).

## Життєпис
Закінчив школу і курси механізації при МТС.
З 1956 — в Носівському колгоспі ім. Фрунзе. Невдовзі очолив механізовану ланку ім. Фрунзе з вирощування кукурудзи на зерно. М. Г. Сеника щорічно домігся врожаю зерна кукурудзи по 90-100 цнт з гектара на закріпленій за ним 100-гектарній площі.
Делегат XXVII з'їзду КПРС (25 лютого — 6 березня 1986).

## Відзнаки
- Герой Соціалістичної Праці (8 грудня 1973)[2]
- два ордени Леніна[2][1]